# Adam Fox (Dichter)
Adam Fox (* 15. Juli 1883; † 17. Januar 1977) war ein britischer Dichter und Dean of Divinity (Dekan der Theologie) am Magdalen College. Von 1938 bis 1942 war er Professor of Poetry. Anschließend kam er als Stiftsherr nach Westminster Abbey, in der er auch begraben liegt.
Während seiner Zeit in Oxford gehörte er zu den sogenannten Inklings, einer Gruppe meist christlicher Schriftsteller, zu denen insbesondere C. S. Lewis und J. R. R. Tolkien gehörten. In Oxford veröffentlichte er sein vierbändiges Gedicht Old King Coel, das nach dem legendären Vater von Helena, der Mutter von Kaiser Konstantin, benannt ist.
Es spielt im Britannien der Zeit des späten römischen Imperiums. Als Professor for Poetry bemühte er sich besonders, eine Dichtung einzufordern, deren Lesen Vergnügen bereiten kann (So in Poetry for Pleasure), eine Dichtung, deren Zugang zu schwer zu finden wäre, würde nämlich auf die Dauer bedeutungslos werden. Damit übte er Kritik an der in seiner Zeit stark werdenden modernen Dichtung.
Fox gehört zu den Leuten, die das Geistesleben seiner Zeit prägten. Er steht für den Versuch, platonische Philosophie und Christentum auch im 20. Jahrhundert zu verbinden. So versuchte er zum Beispiel Platon auch für den Leser seiner Zeit wieder zur selbstverständlichen Lektüre zu machen.
Interessant ist die Geschichte seiner Wahl zum Professor of Poetry. Dieses Amt wird durch eine Wahl aller MAs der Universität von Oxford bestimmt. Als Fox von einem ihm besonders ungeeignet scheinenden Kandidaten hörte, sagte er beim Frühstück im College: „Da könnten sie ja genauso gut mich wählen.“ Der neben ihm stehende Clive Staples Lewis erwiderte darauf hin: „Das werden wir tun.“ Und nahm dann erfolgreich die Vorbereitungen in die Hand.

## Werke
- Dean Inge. Murray, London 1960
- Old King Coel. A rhymed tale in 4 books. OUP, London 1937
- Plato for Pleasure. Murray, London 1962
- Plato and the Christians. Passages from the writings of Plato. SCM Press, London 1957
- Poetry for Pleasure. Clarendon, Oxford 1938